# Bassano Vaccarini

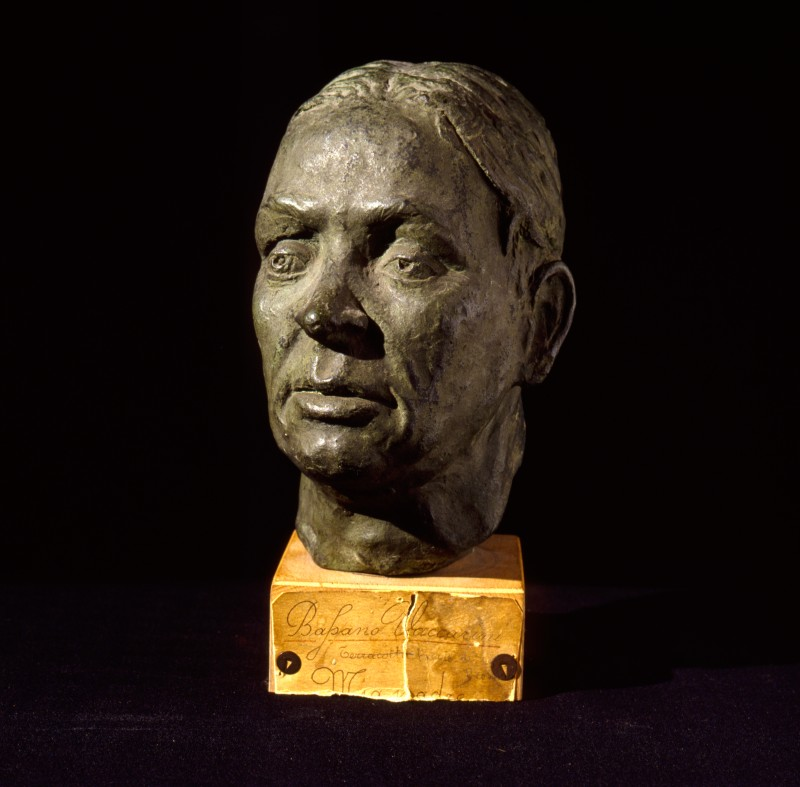
Mia madre, 1938 ca. (Fondazione Cariplo)

Bassano Vaccarini (San Colombano al Lambro, 9 agosto 1914 – Altinópolis, 7 aprile 2002) è stato uno scultore, pittore e scenografo italiano.

## Biografia
Bassano Vaccarini si è trasferito in Brasile in cerca del successo artistico.